# Henk Westerduin
Henk Westerduin (Scheveningen, Nederland, 1924 - aldaar, 4 mei 2006) was een Engelandvaarder.
Op 16 maart 1941 peddelde Westerduin met Leen Bruin, Rinus den Heijer, Krijn Kleijn, Jacob de Reus, Hugo van Roon en Jacob Vrolijk de Scheveningse haven uit. Het was een mistige nacht en het was overal donker uit angst voor Engelse bommenwerpers, dus de Duitsers zagen hun mast niet voorbij glijden. Ze hadden de Katwijkse garnalenvlet Anna met registratie KW 96 gestolen en voeren naar Engeland. Op 17 maart werden ze door de Engelse marine opgepikt. De Hr. Ms. Pytchley bracht de bemanning ter verhoor naar Schotland, maar Henk Westerduin was ziek en werd eerst naar een ziekenhuis in Rosyth gebracht. 
Na zijn herstel en na te zijn ondervraagd mocht hij met de anderen op theebezoek bij koningin Wilhelmina. Het was haar gewoonte om de Engelandvaarders uit te horen over de omstandigheden in Nederland. Toen Westerduin haar vertelde, dat hij haar regelmatig op het strand had zien paardrijden, en dat hij weleens bang was dat haar paard hem zou bijten, antwoordde zij: "Mijn paarden zijn lief en bijten niet." Prins Bernhard gaf ze ieder £ 10 zodat ze die avond konden uitgaan.
Alle zeven gingen vervolgens bij de Marine en overleefden de oorlog.